# Zhang Chutong
Zhang Chutong (* 17. Februar 2003 in Jilin) ist eine chinesische Shorttrackerin.

## Werdegang
Zhang startete erstmals im Dezember 2018 in Almaty im Shorttrack-Weltcup und belegte dabei den 33. Platz über 500 m und sechsten Platz mit der Staffel. Anfang Februar 2019 erreichte sie in Dresden mit dem dritten Platz über 1000 m ihre erste Podestplatzierung im Weltcup. In der Saison 2019/20 kam sie mit drei Top-Zehn-Platzierungen über 1000 m, darunter Platz drei in Salt Lake City und Rang zwei in Dordrecht, auf den sechsten Gesamtrang. Bei den Olympischen Jugend-Winterspielen 2020 in Lausanne wurde sie Achte über 500 m, Sechste über 1000 m und Fünfte mit der Mixed-Staffel.

## Persönliche Bestzeiten
- 500 m 42,486 s (aufgestellt am 5. November 2022 in Salt Lake City)
- 1000 m 1:27,547 min (aufgestellt am 3. Februar 2019 in Dresden)
- 1500 m 2:19,234 min (aufgestellt am 2. Februar 2019 in Dresden)

## Weltcupsiege im Team
| Nr. | Datum            | Ort              |
| --- | ---------------- | ---------------- |
| 1.  | 5. November 2022 | Salt Lake City 1 |